# بخش کاتن، مینه‌سوتا
بخش پنبه (به انگلیسی: Cotton Township) یک منطقهٔ مسکونی در ایالات متحده آمریکا است که در شهرستان سنت لوئیس، مینه‌سوتا واقع شده‌است.
 بخش پنبه ۱۸۶٫۷ کیلومتر مربع مساحت و ۴۴۵ نفر جمعیت دارد و ۴۰۹ متر بالاتر از سطح دریا واقع شده‌است.